# Česká extraliga v ledním hokeji žen 2018/2019
V sezóně 2018/2019 v ledním hokeji žen hrálo 20 českých týmů a ve 2. lize i jeden německý (ESC Jonsdorf). Hrálo se ve 4 skupinách, rozdělených do 3 výkonnostních stupňů. Nejvyšší skupinou byla extraliga, která měla 4 účastníky hrající o titul mistra republiky. Druhá výkonnostní soutěž byla 1. liga, ve které byly rozděleny týmy do dvou oblastních skupin (česká A skupina 6 týmů a moravská B skupina 6 týmů). Třetí výkonnostní soutěž byla 2. liga, kde hrálo 5 týmů. První a poslední tým hrál baráž o postup a sestup mezi soutěžemi. Poslední týmy své soutěže v barážích uhájily, takže nikdo nesestoupil ani nepostoupil do jiné ligy.
Titul mistra republiky v ledním hokeji žen pro sezónu 2018/2019 obhájila HC Příbram.

## Extraliga žen
V extralize žen hrály 4 týmy systémem každý s každým třikrát doma a třikrát venku. Každý tým odehrál 18 zápasů v základní části. Potom hrály první dva týmy finále o mistra ligy a poslední tým hrál jednokolovou baráž s vítězi obou skupin 1. ligy o setrvání v extralize.
| P  | Tým             | Z  | V  | VP | PP | P  | Skóre  | B  |
| -- | --------------- | -- | -- | -- | -- | -- | ------ | -- |
| 1. | HC Příbram      | 18 | 15 | 1  | 1  | 1  | 95:25  | 48 |
| 2. | HC Býci Karviná | 18 | 9  | 2  | 1  | 6  | 64:50  | 32 |
| 3. | HC 2001 Kladno  | 18 | 7  | 0  | 2  | 9  | 56:67  | 23 |
| 4. | HC Litvínov     | 18 | 1  | 1  | 0  | 16 | 39:112 | 5  |

#### Finále
HC Příbram - HC Býci Karviná 2:0 na zápasy
HC Příbram - HC Býci Karviná 4:1 (0:0,2:0,2:1)
HC Býci Karviná - HC Příbram 1:2 p. (0:1,1:0,0:0 - 0:1)
Lední hokejistky HC Příbram vyhrály finále extraligy 2:0 na zápasy a stály se mistrem České republiky pro sezónu 2018/2019.

#### Baráž o extraligu
HC TJ Tesla Centralplast Pardubice - HC Verva Litvínov 1:9 (1:2,0:3,0:4)
HK Vsetín - HC TJ Tesla Centralplast Pardubice 0:1 (0:0,0:0,0:1)
HC Verva Litvínov - HK Vsetín 4:6 (4:2,0:2,0:2)
| P  | Tým                                | Z | V | VP | PP | P | Skóre | B |
| -- | ---------------------------------- | - | - | -- | -- | - | ----- | - |
| 1. | HC Litvínov                        | 2 | 1 | 0  | 0  | 1 | 13:7  | 3 |
| 2. | HK Vsetín                          | 2 | 1 | 0  | 0  | 1 | 6:5   | 3 |
| 3. | HC TJ Tesla Centralplast Pardubice | 2 | 1 | 0  | 0  | 1 | 2:9   | 3 |

Lední hokejistky HC Litvínov vyhrály baráž o extraligu, a udržely se v extralize i pro další sezónu.

## 1. liga žen skupina A
V 1. lize žen ve skupině A hrálo 6 týmů systémem každý s každým čtyřikrát doma a čtyřikrát venku. Každý tým odehrál 20 zápasů v základní části. Vítěz postoupil do baráže o extraligu a poslední tým hrál baráž s vítězem druhé ligy o setrvání v 1. lize.
| P  | Tým                                | Z  | V  | VP | PP | P  | Skóre  | B  |
| -- | ---------------------------------- | -- | -- | -- | -- | -- | ------ | -- |
| 1. | HC TJ Tesla Centralplast Pardubice | 20 | 17 | 1  | 0  | 2  | 168:42 | 53 |
| 2. | HC Roudnice nad Labem              | 20 | 12 | 1  | 2  | 5  | 114:68 | 40 |
| 3. | HC Berounské Lvice                 | 20 | 11 | 2  | 0  | 7  | 107:72 | 37 |
| 4. | TJ Bílí Tygři Liberec              | 20 | 9  | 0  | 2  | 9  | 77:105 | 29 |
| 5. | HC Děčín                           | 20 | 4  | 1  | 2  | 13 | 71:145 | 16 |
| 6. | HC ESA                             | 20 | 1  | 1  | 0  | 18 | 23:128 | 5  |

#### Baráž o 1. ligu
HC ESA Praha - Dračice Karlovy Vary 1:5 (1:3,0:2,0:0)
Dračice Karlovy Vary - HC ESA Praha 7:1 (1:0,2:0,4:1)
Lední hokejistky Dračice Karlovy Vary vyhrály baráž o 1.ligu, a postoupily do 1.ligy skupiny A pro další sezónu. Tým HC ESA Praha sestoupil z 1.ligy do 2.ligy.

## 1. liga žen skupina B
V 1.lize žen ve skupině B hrálo 7 týmů systémem každý s každým dvakrát doma a dvakrát venku. Každý tým odehrál 20 zápasů v základní části. Vítěz postoupil do baráže o extraligu.
| P  | Tým                 | Z  | V  | VP | PP | P  | Skóre  | B  |
| -- | ------------------- | -- | -- | -- | -- | -- | ------ | -- |
| 1. | HK Vsetín           | 20 | 19 | 0  | 1  | 0  | 189:28 | 58 |
| 2. | HC Lvi Břeclav      | 20 | 11 | 3  | 1  | 5  | 107:81 | 40 |
| 3. | Hokejový klub Opava | 20 | 9  | 1  | 3  | 7  | 97:87  | 32 |
| 4. | HC Uničov           | 20 | 8  | 3  | 1  | 8  | 70:70  | 31 |
| 5. | HC Cherokees        | 20 | 4  | 0  | 0  | 16 | 47:172 | 12 |
| 6. | WHC Valkyries Brno  | 20 | 2  | 0  | 1  | 17 | 49:121 | 7  |

## 2. liga žen
V 2. lize žen hrálo 5 týmů systémem každý s každým dvakrát doma a dvakrát venku. Každý tým odehrál 16 zápasů v základní části. Vítěz postoupil do baráže o 1. ligu.
| P  | Tým                  | Z  | V  | VP | PP | P  | Skóre  | B  |
| -- | -------------------- | -- | -- | -- | -- | -- | ------ | -- |
| 1. | Dračice Karlovy Vary | 16 | 15 | 0  | 0  | 1  | 130:25 | 45 |
| 2. | HC Kobra Praha       | 16 | 11 | 0  | 0  | 5  | 74:55  | 33 |
| 3. | HC Jičín             | 16 | 6  | 1  | 0  | 9  | 45:68  | 20 |
| 4. | ESC Jonsdorf         | 16 | 5  | 0  | 0  | 11 | 56:86  | 15 |
| 5. | HC Lovosice          | 16 | 2  | 0  | 1  | 13 | 59:130 | 7  |